# Lightweight Helmet
Lightweight Helmet или LWH (англ. лёгкий шлем) — шлем Корпуса морской пехоты США, который пришел на смену шлему бронезащитного комплекта (БЗК) PASGT. Разработан Нэтикским центром — U.S. Army Soldier Systems Center. Широко использовался КМП и ВМС США.

## Описание

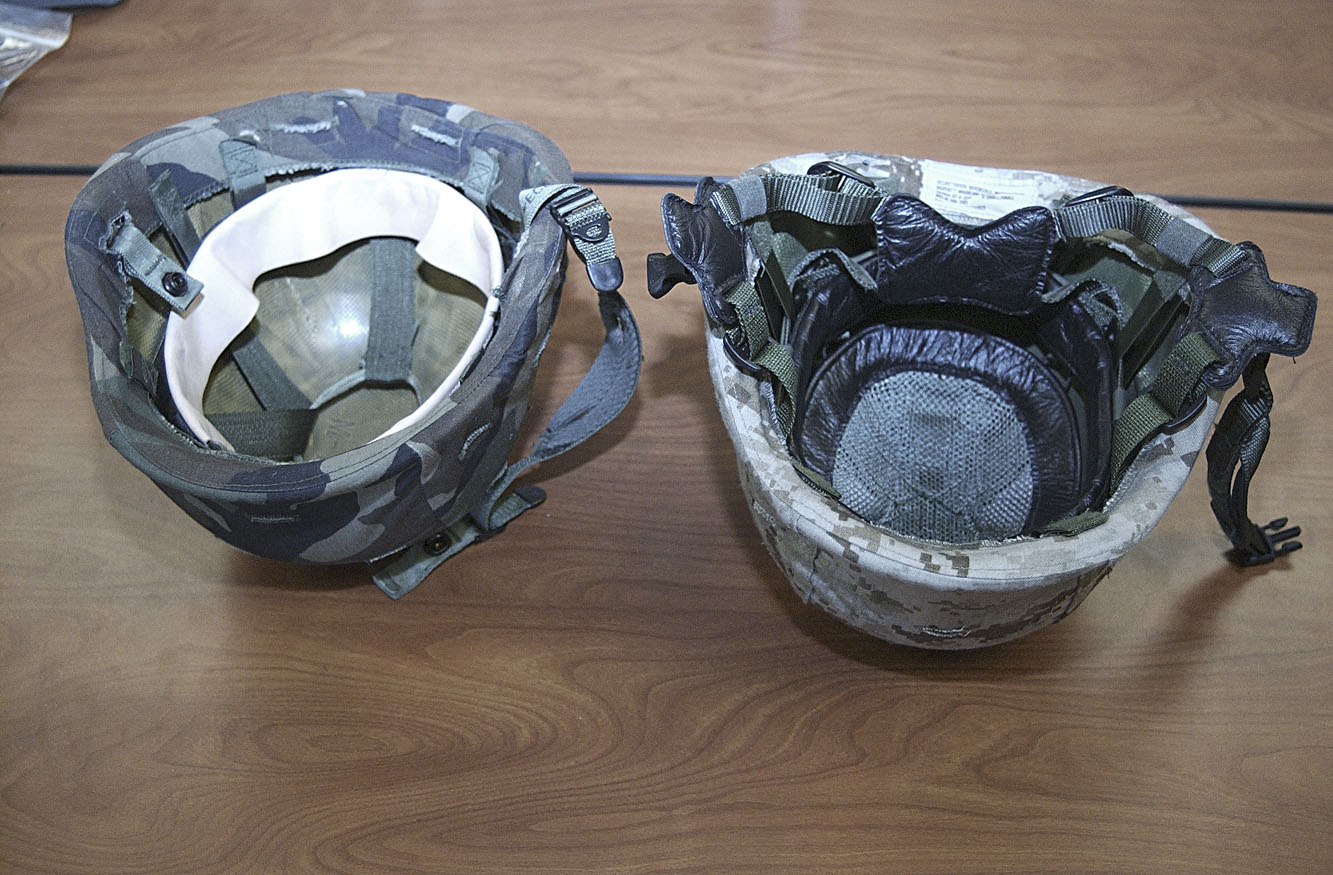
Бронешлем PASGT (слева), поступивший в войска в 1980-х, и бронешлем LWH (справа), заменивший его в частях КМП и ВМС США начиная с 2003 года. LWH легче на 230 г, превосходит PASGT в подгонке по размерам и форме головы. Подтулейное устройство LWH сложнее и содержит x-образную мягкую затылочная накладку из чёрной кожи, оголовье вокруг амортизатора из воздухопроницаемой нейлоновой сетки, и чёрный подбородочный ремень на замшевой подкладке

Визуально шлем мало отличим от шлема PASGT, поскольку в значительной степени основан на конструкции последнего и является его улучшенной модификацией. Однако LWH отличается повышенными противоосколочной стойкостью и удобством в носке по сравнению с PASGT. Изменения коснулись, в первую очередь, материала защитной части шлема и конструкции подтулейного устройства.

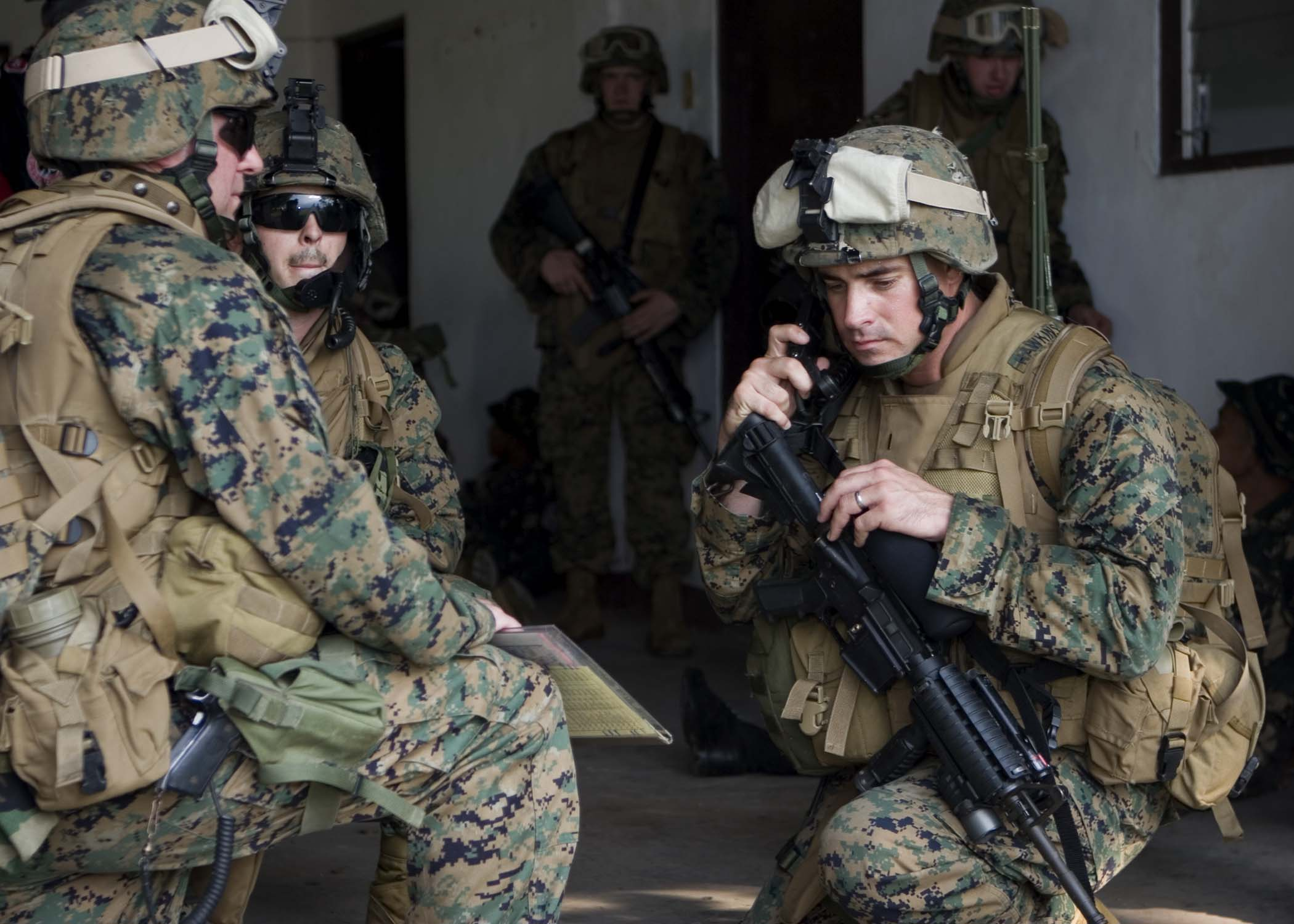
Пехотинцы КМП США в шлемах LWH, 2006 год, Филиппины. Подбородочный ремешок с улучшенным 4-точечным креплением предотвращает смещение шлема при резких кивках головой

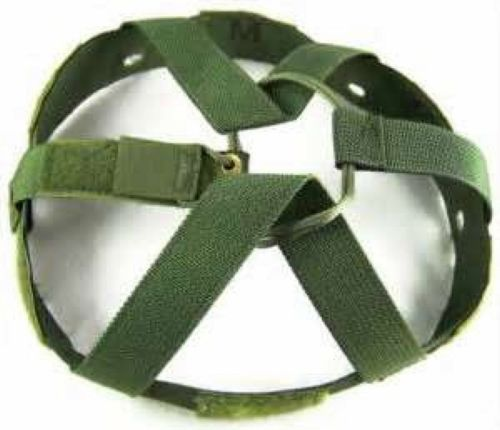
Ременной подвес (подтулейное устройство)

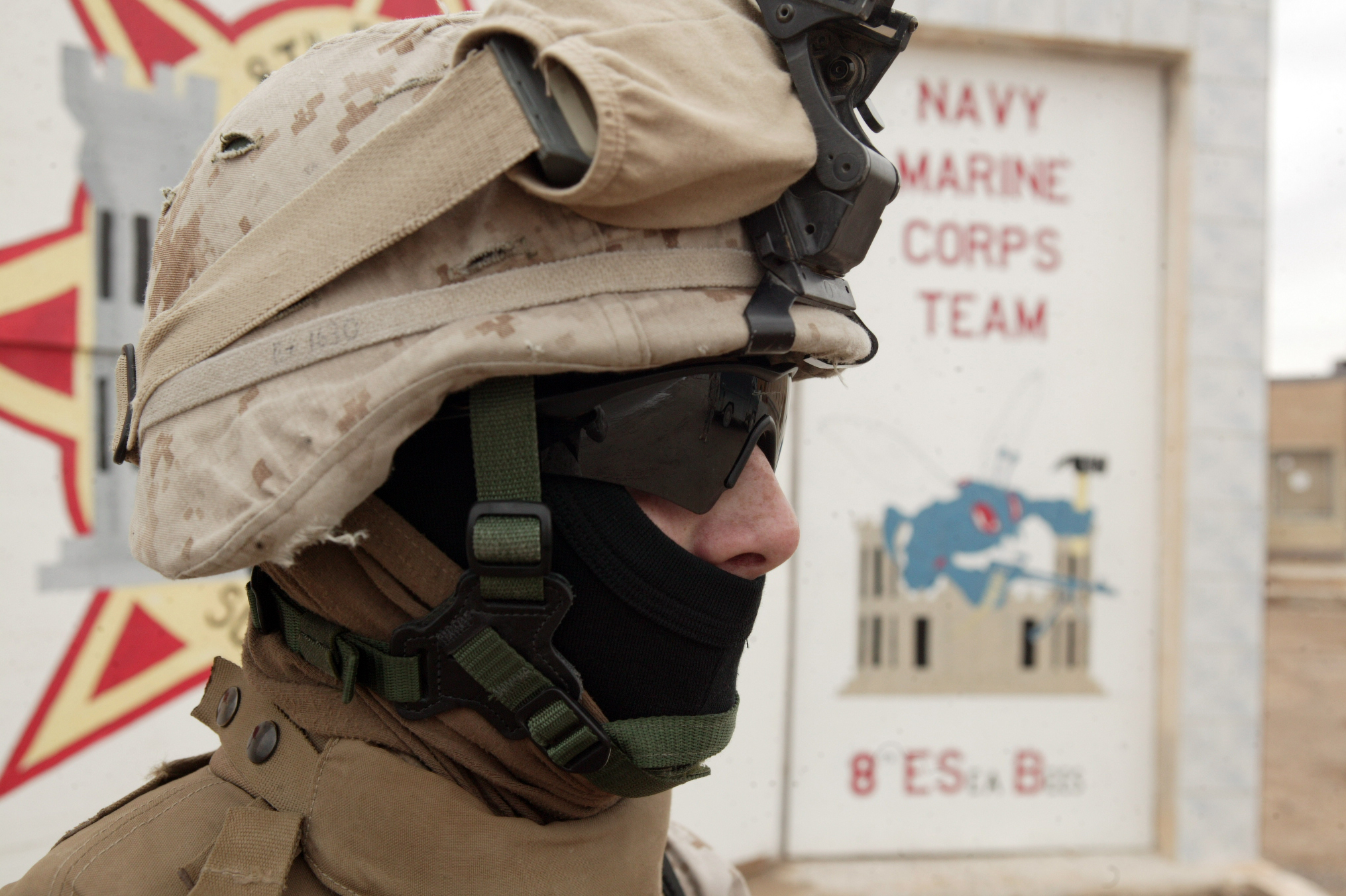
Шлем LWH, вид сбоку. Показано (2006 год, Ирак) штатное защитное снаряжение КМП США, «обязательное для ношения за пределами базы»: БЖ «Интерсептор» с противопульными защитными вставками, дополнительная защита (протекторы) паха и шеи, шлем из кевлара, защитные противоосколочные очки, шейный полипропиленовый протектор и перчатки

Хотя Lightweight Helmet несколько тяжелее штатного армейского шлема ACH (Advanced Combat Helmet), он обеспечивает большую площадь защиты относительно последнего. При массе меньшей, относительно шлема PASGT, LWH по стойкости к осколкам превосходит последний на 6 процентов и гораздо удобнее его в носке благодаря усовершенствованному подтулейному устройству (в оригинале nape pad and retention strap system) и Х-образной схеме крепления задних ремней. Выпускается компанией Gentex в пяти размерах, опционально — в шести размерах. Гарантия производителя на шлем составляет 15 лет.
Как отмечается на сайте производителя, повышенная стойкость шлема обеспечивается за счёт современного материала — пара-арамида (предположительно кевлар KM-2) и уникальной структуры органита, из которого выполнена жёсткая конструкция защитной части шлема.
За счет совершенствования физико-механических свойств армирующего волокна и характеристик энергопоглощения органотекстолитовой основы шлема-приемника PASGT, его защитные свойства за прошедшее время были повышены на 15-20 процентов, чему, как минимум, отвечает уровень стойкости к осколочному имитатору массой 1,1 г V50=715 м/с. Что, как видно из приведённой ниже таблицы, реализовано на практике (стойкость к осколку 1,0 г по V50 составляет не хуже 750 м/с).
Lightweight Helmet принят на вооружение Корпуса морской пехоты в 2003 году и окончательно заменил шлем PASGT в 2009 году. На протяжении порядка 10 лет составлял совместно с бронежилетом Interceptor штатный БЗК Корпуса морской пехоты США, широко использовался в ходе войны в Ираке.
| Размер  | Общая масса шлема, г |
| ------- | -------------------- |
| X-Small | 1304                 |
| Small   | 1360                 |
| Medium  | 1390                 |
| Large   | 1474                 |
| X-Large | 1760                 |

| Масса осколка, г                                        | 0,13  | 0,259 | 1,04  | 4,15  | 8,03 (9мм FMJ)* |
| ------------------------------------------------------- | ----- | ----- | ----- | ----- | --------------- |
| Предельная скорость пробития V50, м/с (миним. значения) | 1280  | 1067  | 747   | 540   | 500             |
| Удельная энергия пробития, Дж/мм2                       | 17,06 | 16,25 | 11,96 | 10,09 | 15,78           |

Примечание: осколочный имитатор тип RCC — прямой цилиндр с высотой, равной диаметру
* 9мм FMJ — 9-мм полнооболочечная пуля (для сравнения)

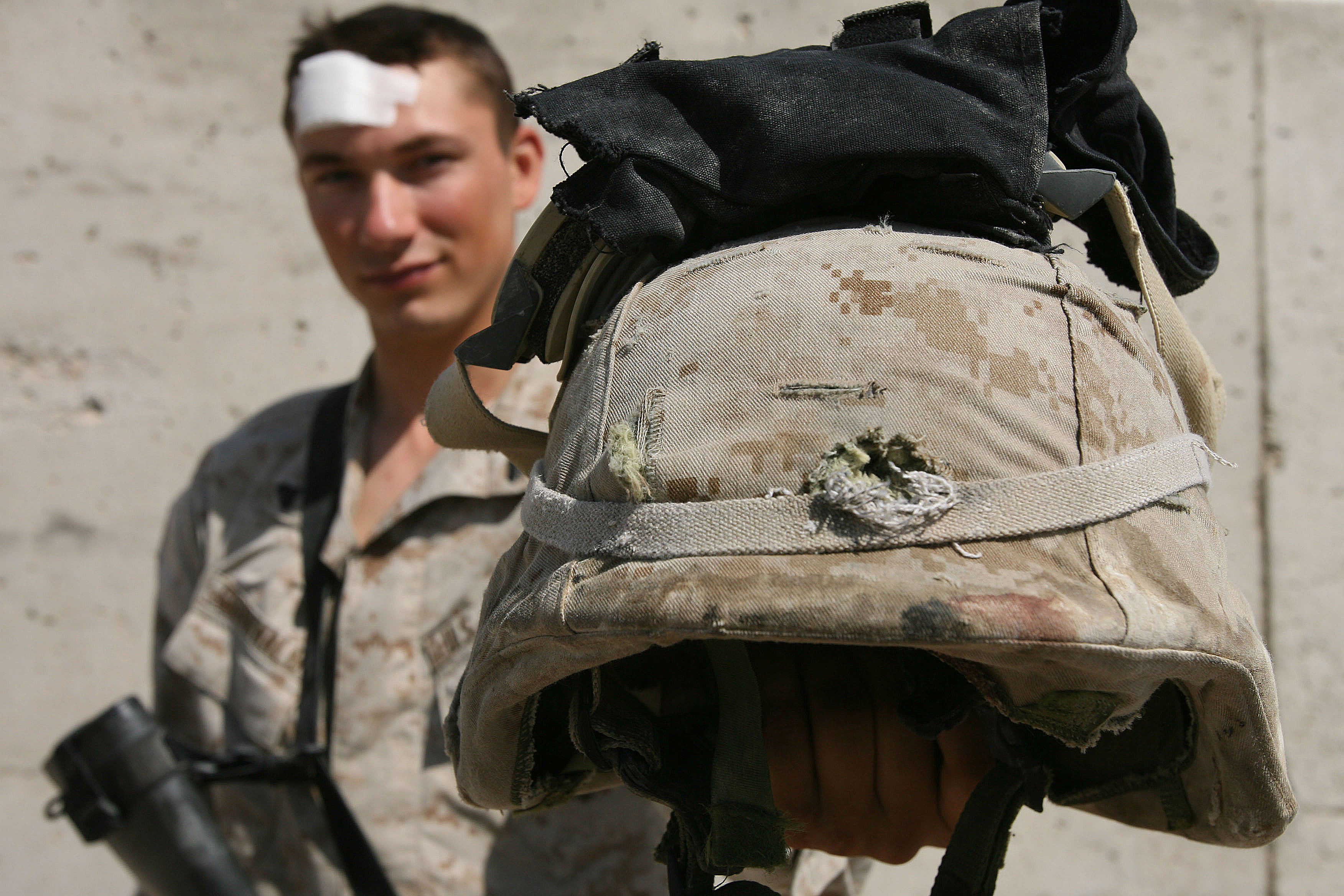
Капрал Дениэл Гринвальд демонстрирует шлем из кевлара, спасший ему жизнь. Он был ранен выстрелом в голову, произведённым снайпером мятежников при проведении осмотра на КПП

В то время как шлем PASGT окрашивался в оливковый цвет, штатной окраской Lightweight Helmet является coyote brown, однако он снабжается тканевыми чехлами различной расцветки и камуфляжного рисунка, в частности (Woodland=лесной MARPAT, Desert=пустынный MARPAT и т. д.). Шлем оснащается кронштейном для крепления приборов ночного видения типов AN/PVS-7 или AN/PVS-14. Может применяться ременная подвеска (подтулейное устройство) или мягкие прокладки (подушечки) для точной подгонки шлема под размер и форму головы.
Шлем LWH дополнительно комплектуется противоосколочным щитком затылочной части шеи (Gentex’s Ballistic Nape Protector), лицевым щитком FS-40 Faceshield, защитными очками — Ballistic Optical Shield (BOS), гарнитурами GenCom III и GenCaps тактичесской связи с улучшенной защитой органов слуха.
16 июля 2013 года корпус морской пехоты разместил первый заказ на закупку нового Enhanced Combat Helmet. Планировалось приобретение для КМП США 77 тысяч шлемов, этого количества должно хватить для снаряжения большого контингента развернутых подразделений КМП. Заменяемый Lightweight Helmet планируется использовать для тренировок и в ходе небоевых задач.